# Hiro Nakamura
(Esclamazione giapponese che indica «Ce l'ho fatta!», spesso pronunciata da Hiro.)
Hiro Nakamura è un personaggio della serie televisiva Heroes, interpretato da Masi Oka e doppiato da Nanni Baldini.
È un giovane impiegato giapponese appassionato di fumetti, di supereroi e fantascienza. Per questo motivo, una volta scoperto il suo potere non ne è spaventato, ma anzi ne è entusiasta. Il suo migliore amico, che lo accompagna in tutte le sue vicissitudini, è Ando Masahashi.

## Biografia

### Prima stagione - Volume uno: Genesi
(A Peter Petrelli nell'episodio Hiros.)
Hiro è un impiegato giapponese che lavora nella ditta del padre, la Yamagato Felloship. Un giorno scopre di poter modificare lo spazio-tempo. Mentre cerca di affinare le sue capacità si ritrova a New York. Qui, con sua grande sorpresa, scopre di essere protagonista di un fumetto, 9th Wonders, e leggendolo scopre il nome dell'autore: Isaac Mendez. Va da lui cercando di capire come abbia fatto a descrivere il suo arrivo a New York una settimana prima del fatto, ma lo trova morto con il cranio aperto sul pavimento. Interrogato dalla polizia come unico indiziato, scopre di aver viaggiato nel futuro di cinque settimane e vede fuori dalla finestra il principio di un'esplosione atomica, riuscendo a salvarsi usando il suo potere e ritornando nel presente. Così decide di cercare di tentare di cambiare il futuro, teletrasportandosi in America con il suo migliore amico, Ando, per mettersi alla ricerca di Isaac Mendez per avvertirlo degli avvenimenti imminenti. Le loro avventure li portano da Tokio a Las Vegas e poi a New York, per salvare il mondo. A Las Vegas, Ando decide di provare a usare il potere di Hiro per vincere ai tavoli e una banda di giocatori d'azzardo che avevano raggirato li catturano e li abbandonano nel deserto. Qui i due litigano e Ando se ne va, lasciando Hiro da solo. Questi si rifugia in un bar dove fa colazione e vede atterrare Nathan Petrelli davanti al locale. Qui lo avvicina, rivelandogli il suo potere sulla modifica del continuum spazio-tempo e dicendogli di averlo visto. Dopo che questi gli parla del suo viaggio nel futuro, Nathan chiede a Hiro come sono andate le elezioni e se ne va compiaciuto dalla notizia della sua vittoria schiacciante. In seguito si riconcilia con Ando e cercando di telefonare a Isaac per l'ennesima volta parlano con Peter Petrelli che riferisce a Hiro il messaggio che ha ricevuto dalla sua versione futuristica: «Salva la cheerleader, salva il mondo».
Quindi continuando il viaggio, i due amici si fermano a mangiare in un locale dove conoscono una cameriera di nome Charlie dotata di una super-memoria. Facendo amicizia, Hiro s'innamora di lei, però Charlie muore uccisa da Sylar, e nemmeno il tentativo di Hiro di tornare indietro nel tempo per salvarla avrà successo, dato che morirà comunque di tumore al cervello. Dopo questa sfortunata tappa, Hiro e Ando giungono alla scuola frequentata dalla cheerleader da salvare e, alla notizia della morte di una cheerleader di nome Jackie Wilcox, Hiro crede che la missione sia fallita, ma Ando lo convince a non mollare la sua missione. I due si dirigono dunque a New York, dove fanno la conoscenza di Isaac Mendez e Nathan Petrelli (che Hiro aveva già incontrato nel Nevada). però, dopo la morte di Charlie, Hiro ha perso i suoi poteri e per riaverli indietro deve procurarsi la spada di Takezo Kensei, che fa parte della collezione di Linderman. Ripartono così per Las Vegas, dove Ando, s'innamora di Hope, una truffatrice braccata dalla polizia, che decide di aiutare, mentre Hiro, capendo le vere intenzioni della donna, cerca di avvertire Ando, ma questa lo rinchiude in una stanza. Viene liberato grazie a un uomo che si presenta come un detective, ma che si rivela essere l'ex-complice di Hope. Questi stanno per ucciderli quando il potere di Hiro si riattiva per pochi secondi facendo fermare la pallottola. Capendo i rischi che Ando sta correndo, decide di proseguire da solo. Grazie a Nathan riesce a raggiungere il luogo dove si trova la spada e sta per prenderla, ma viene fermato da una guardia che viene tramortita da Ando, che, certo che l'amico avrebbe fatto sicuramente scattare gli allarmi, nel frattempo si era fatto assumere nella sicurezza. Per salvarsi i due si teletrasportano nel futuro dove trovano New York comunque distrutta.
Nel futuro parla con la sua versione futuristica che gli racconta la storia dell'esplosione: Sylar era esploso nel cuore di New York cambiando il mondo per sempre. Ora tutti gli "heroes" sono ricercati come terroristi e Hiro si sta nascondendo nello studio di Isaac, dove sta studiando il modo per fermare Sylar, che lui aveva tentato vanamente di uccidere prima che esplodesse: l'unico modo è tornare indietro nel giorno in cui Peter lo incontrò sulla metropolitana, dicendogli di salvare la cheerleader dal killer, impedendogli così di assorbirne il potere rigenerativo e diventare indistruttibile. Hiro riconosce la ragazza dalla foto e rivela alla sua versione futuristica che nella sua linea temporale la cheerleader è ancora viva; questo, di conseguenza, renderebbe Sylar mortale e Hiro potrebbe riuscire a ucciderlo. In quel momento Matt, l'Haitiano e l'FBI catturano l'Hiro del presente e lo interrogano torturandolo, scoprendo che Claire è ancora viva. Claire in realtà è ancora viva anche nel futuro, ma ha cambiato identità per non essere catturata né da Sylar, né da Nathan Petrelli, suo padre biologico. Matt uccide il signor Bennet, poiché questo nasconde la figlia e non vuole dirgli dov'è, ma tutto è inutile poiché Claire viene catturata e uccisa da Sylar, che ha ucciso anche Candice Wilmer e Nathan Petrelli, a cui si è sostituito come presidente degli Stati Uniti. Matt, capendo chi è davvero il prigioniero, cerca di ucciderlo con l'intento di uccidere così anche l'Hiro del futuro. Il piano però fallisce e l'Hiro del presente viene liberato, ma l'Hiro del futuro muore durante la missione. Ancora sconvolto, l'Hiro del presente si teletrasporta con Ando nel presente, pochi giorni prima dell'esplosione di Sylar.
Hiro e Ando cominciano a cercare Sylar e lo trovano nello studio di Isaac, che ha ucciso da poco, intento a dipingere il futuro. Poco dopo però vengono intercettati dal killer che sente il battito dei loro cuori grazie al super udito e i due sono costretti a teletrasportarsi da un'altra parte. Lo inseguono fino alla casa di sua madre, ma quando arrivano il killer l'ha già uccisa accidentalmente. Hiro ferma il tempo per uccidere Sylar, ma un suo momento di distrazione fa ripartire il tempo. Il killer spezza in due la spada e Hiro e Ando si rivolgono a un fabbricante di spade, amico del padre di Hiro, che decide di insegnare al figlio come uccidere Sylar. Ando però, prende una spada e cerca di ucciderlo da solo, salvandosi solo grazie a Hiro che lo riporta a Tokio. Il ragazzo poi si materializza davanti a Sylar in Kirby Plaza e lo trafigge con la spada. Il killer prima di cadere a terra lo scaraventa via: per salvarsi dall'impatto Hiro si teletrasporta involontariamente nel Giappone del 1671 davanti a Takezo Kensei in persona.

### Seconda stagione - Volume due: Generazioni
Nella seconda stagione Hiro incontra il suo mito, Takezo Kensei, ma questo si rivela ben diverso da quello che il ragazzo credeva: è un giovane inglese che vive disonestamente. Così Hiro diventa il maestro di vita di colui che sarebbe diventato il suo maestro di vita. Kensei inizialmente non sembra prenderlo seriamente e Hiro arriva a fingersi lui per salvare la figlia del fabbricante di spade, compiendo così una delle leggende che lo riguardano. Finalmente Kensei capisce gli effetti delle sue azioni e decide di combattere seriamente per salvare anche il padre della ragazza, ma viene trafitto dalle frecce dei suoi avversari e cade a terra morto. Hiro estrae le frecce disperandosi per il grave mutamento temporale appena avvenuto, ma appena queste vengono estratte le ferite si rimarginano e Kensei torna in vita. Anche lui è un soggetto avanzato dotato del potere della rigenerazione spontanea. Dopo questa scoperta Hiro lo incoraggia a compiere le sue imprese leggendarie per riassestare correttamente il corso temporale. Il ragazzo riesce nell'impresa e ringrazia Hiro per i suoi insegnamenti. Hiro però resta nel 1671 perché innamorato della figlia del fabbricante di spade. In questo periodo Hiro manda dei messaggi ad Ando, nel frattempo tornato in America, nascondendoli nell'impugnatura della spada, e aiuta Kensei con le sue missioni leggendarie. Quando Yaeko, la figlia del fabbricante di spade, scopre la verità, s'innamora di Hiro e lo bacia proprio mentre Kensei li stava osservando di nascosto. L'eroe quindi passa dalla parte del nemico e gli consegna Hiro e Yaeko, ma grazie ai poteri di Hiro, scappano. Dopo un sanguinoso duello, durante il quale Kensei giura che finché sarebbe vissuto avrebbe distrutto tutte le cose che stanno a cuore a Hiro, a cominciare da Yaeko, questo si rende conto che le armi del nemico, che aveva sovraccaricato in precedenza, stanno per esplodere. Hiro cerca vanamente di salvare Kensei, apparentemente disintegrato dall'esplosione. Torna da Yaeko e mentre parlano, lei gli dice che fin quando avrà voce narrerà le gesta di Takezo Kensei così che il piccolo Hiro avrà le sue storie da raccontare, risolvendo il problema della rottura dello spazio tempo. Dopo aver salutato, Hiro torna nel suo tempo, portando ad Ando un souvenir del suo viaggio.
Tornando nel presente, cinque mesi dopo la sua partenza, Hiro ritrova Ando che gli dà una brutta notizia: durante la sua assenza qualcuno ha ucciso suo padre. Hiro allora torna indietro nel tempo per cercare di salvarlo, ma sarà il padre stesso a dirgli che non può usare il suo potere per cambiare il volere divino: Hiro allora lo teletrasporta indietro nel tempo nel giorno del funerale della madre, dove incontra se stesso da bambino. Hiro decide di rispettare la volontà del padre e assiste all'omicidio, scoprendo che è stato commesso proprio da Kensei, ancora vivo nel loro tempo, sotto la nuova identità di Adam Monroe. Sapendo chi è l'assassino di suo padre, Hiro decide di trovarlo e di ucciderlo per vendicarsi. Scopre inoltre che trent'anni prima fu proprio suo padre a impedire ad Adam di distruggere, liberando una variante potentissima del virus Shanti, il mondo, imprigionandolo e nascondendo il virus a Odessa, nel Texas, esattamente dove Adam è ora diretto in compagnia di Peter Petrelli, convinto dallo stesso Monroe. Hiro ci si teletrasporta all'istante, fermando poi il tempo per avvertire Peter delle vere intenzioni di Monroe di liberare l'infezione, ma questi non gli crede e lo colpisce lasciandolo senza sensi. Mentre Matt e Nathan, giunti anche loro a Odessa, convincono Peter della malafede di Adam, Hiro riprende i sensi e riesce a fermare Adam giusto in tempo, trasportandolo e rinchiudendolo in una bara vicino a quella del proprio padre.

### Terza stagione

#### Volume tre: Criminali
All'inizio della terza stagione troviamo Hiro a capo della Yamagato Corporation, la grande azienda ereditata dal padre, il quale gli fa avere un video con una raccomandazione: non aprire mai la cassaforte, per la salvezza del mondo. Hiro, incurante dell'avvertimento del padre, l'apre lo stesso trovandovi dentro una formula chimica. Dopo aver visto il video con le istruzioni del padre, la formula viene rubata da Daphne, una ragazza dotata della supervelocità. Essa è talmente veloce che non si ferma neanche quando Hiro blocca il tempo, mettendolo KO. Dopo averla rintracciata a Parigi, la segue in Germania, dove Hiro prova a prendere la seconda parte della formula all'Haitiano ma senza successo, lasciando fuggire Daphne con entrambe le parti della formula.
Successivamente prova ad entrare nella Pinehearst, la compagnia per la quale lavora Daphne. Per riuscirci, finge di uccidere Ando utilizzando alcuni trucchi che preleva da un negozio di magia giapponese. Così gli viene dato l'incarico di andare in Africa da Usutu. Va lì insieme ad Ando, ma incontra varie difficoltà a causa del potere dell'africano di dipingere il futuro. Al terzo tentativo, Usutu ammette la sconfitta e offre anche a lui una ciotola del pasto che permetteva di vedere attraverso il tempo. In questo modo scopre varie cose, tra cui che Arthur Petrelli è in realtà ancora vivo. Ignaro che già lo sanno, Hiro vuole andare subito dalla famiglia Petrelli a rivelarglielo, ma sente un urlo e, uscendo dalla capanna, trova Usutu steso a terra, morto, con la testa mancante. Arriva Arthur da dietro una pianta e gli afferra la testa con forza, facendogli perdere la memoria fino al decimo anno d'età. Approfittando del momento di distrazione di Arthur, Ando spinge a terra Hiro e strizzandogli gli occhi vengono teletrasportati in un locale di Tokyo. Sostenendo di aver 10 anni, Ando sarà costretto a spiegargli il funzionamento del suo potere speciale e, dopo un po' di addestramento, giungono in un negozio di manga giapponesi, definito da Hiro: «La fonte di tutta la conoscenza». Non credendo alle parole del suo compagno, Hiro trova una copia di 9th Wonders, il fumetto disegnato dal pittore Isaac Mendez, e i due rivelano l'ultima pagina, mostrando l'immagine di un'eclissi con la didascalia «sta arrivando».
Durante il periodo dell'eclissi, Hiro sarà senza poteri come tutti gli altri soggetti avanzati, e per di più, dopo aver appreso le tragedie della sua vita da adulto si chiuderà nel bagno di una fumetteria, deciso a non voler più crescere. Saranno le parole del saggio Sam (il proprietario della fumetteria) a ridare coraggio ad Hiro, il quale torna dunque quindici anni indietro nel tempo, dove scopre la verità sulla madre Ishi usata come catalizzatore della formula. Proprio la madre, essendo dotata di un potere analogo a quello di Linderman, lo guarirà dall'amnesia e gli passerà il catalizzatore per impedire il funesto futuro svelatogli dal figlio, morendo poi tra le sue braccia. Avendo con questo gesto provocato nuovamente le ire di Arthur, Hiro sarà privato di tutti i poteri dall'anziano signore e lasciato prigioniero nel tempo.
Da tale situazione sarà salvato solo grazie ai poteri congiunti di Daphne e del potenziato Ando, ed assieme ai due e a Matt, provvederà poi a distruggere definitivamente la formula, rimanendo tuttavia senza poteri.

#### Volume quattro: Fuggitivi
Nel quarto volume Hiro, ormai senza poteri cerca di convincere Ando a intraprendere la carriera da supereroe, comprandogli addirittura una moto, una base segreta, un dispositivo di localizzazione inserito sottopelle ed un costume fabbricato da lui stesso. L'amico tuttavia non è convinto e se ne va. Hiro tenterà di rintracciarlo ma durante la missione verrà catturato e trasportato sull'aereo insieme a sutti gli altri prigionieri colpevoli solo di essere soggetti avanzati e perciò ricercati dal governo (il quale tuttavia ignora il fatto che Hiro sia stato privato dei poteri).
Fortunatamente per il giapponese il volo viene dirottato da Peter e Claire e i prigionieri riescono a fuggire. Nonostante possa essere risparmiato dai federali in quanto normale umano, Hiro decide di aiutare comunque i fuggitivi. Infine verrà recuperato dall'amico Ando, giunto in suo soccorso e, seguendo la divinazione di Parkman si recherà in India ad impedire un matrimonio indesiderato dalla sposa, e da essa riceveranno un fax inviato da Rebel, che chiede ai due di salvare Matt Parkman, dandogli anche un indirizzo a cui trovarlo.
Raggiungono dunque tale indirizzo e scoprono la più inaspettata sorpresa: il Matt Parkman in questione non è il poliziotto, bensì il figlio Matt Parkman Jr. Dopo aver parlato alla madre Janice ed averle spiegato cosa sta accadendo ai soggetti avanzati la donna accetta di lasciare il bambino sotto la loro protezione; fuggendo i due vengono poi bloccati dagli agenti federali e nel mezzo della battaglia Hiro, grazie al tocco attivante del piccolo Matt recupera i suoi poteri (con l'eccezione del teletrasporto e del viaggio temporale) di modo di riuscire a fuggire senza troppi problemi.
Nonostante i molti problemi dovuti al trasporto di un bambino piccolo (da cui emerge il distacco che Hiro nutre verso i bambini a causa del rapporto con suo padre) i due giapponesi riescono a raggiungere Matt ed a presentargli suo figlio, ridandogli una ragione di vita dopo la morte di Daphne.
In seguito Hiro e Ando si recheranno all'edificio 26 per distruggerlo. Durante il sabotaggio Hiro incomincia ad avere problemi con il recuperato potere; mal di testa, squilibri, epistassi. Nonostante ciò il piano riesce ed i due giapponesi liberano tutti i prigionieri, tra cui Mohinder, che dopo una breve visita consiglia ad Hiro di non usare più il suo potere poiché le conseguenze sarebbero disastrose. In cerca di una cura a questa sua nuova misteriosa situazione il giapponese torna in patria con l'amico Ando.

### Quarta stagione - Volume cinque: Redenzione
Hiro e l'amico Ando fondano un servizio di eroi a pagamento e, dopo molto tempo, nonostante la sorella Kimiko la consideri una buffonata ricevono l'incarico di una bambina di salvare il suo gattino. Durante lo svolgimento della missione Hiro si sente male e Ando gli consiglia di andare da un dottore; Hiro confessa di esserci già andato e di aver saputo di star morendo a causa del suo potere.
Su consiglio di Ando torna indietro nel tempo per impedire al giovane se stesso di fare l'eroe, ma giunto sul posto non se la sente di fare una cosa del genere e si limita ad impedire l'inizio dell'inimicizia tra Ando e la sorella Kimiko, impedendo a lui di rovinarle per sbaglio il vestito preferito. In questo modo, tornato nel presente scopre i due essere una coppia; contento decide che prima di morire cambierà il passato delle persone che ama per far sì che siano felici.
Kimiko, comunicherà in seguito la sua decisione che sia Hiro ad accompagnarla all'altare quando lei e Ando si sposeranno; il giapponese accetta ma Ando gli fa capire che secondo lui dovrebbe essere sincero con la sorella e dirgli la verità sulla sua salute. Hiro si prende tempo per pensarci e, dopo aver salvato una cinquantina di volte lo stesso uomo da un tentativo di suicidio, prende il coraggio a due mani e rivela a Kimiko di aver ancora poco da vivere. In seguito svanisce involontariamente nel nulla, solo per ricomparire a casa dell'amico Peter Petrelli e svenire tra le sue braccia.
Il giapponese viene dunque ricoverato in ospedale, e mentre Peter cerca di trovare il modo di curarlo, lui fa la conoscenza di Emma. Subito Hiro prova a far capire alla ragazza la bellezza del suo potere ma lei vorrebbe solo disfarsene, sicché per convincerla il giapponese organizza un numero di magia per i bambini dell'ospedale combinando i suoi poteri con quelli della dottoressa, cosa che sembra funzionare. In seguito Emma chiede perché continui ad usare il suo potere nonostante lo stia uccidendo e Hiro le dice che è stata una ragazza conosciuta tempo fa ad insegnargli a «fare sempre quello che sai fare senza preoccuparti dei tuoi mali». A questo ricordo sparisce, e torna indietro di tre anni, alla tavola calda dove lavorava la ragazza in questione: Charlie.
Giunto sul posto il giapponese si prodiga a compiere la sua missione: salvare la ragazza da Sylar. Si reca dunque nel punto esatto in cui il killer le aveva teso l'imboscata e qui attende il suo arrivo. Hiro comprende ascoltandolo, che Sylar può curare il tumore di Charlie, ma decide comunque di non scendere a patti con lui e lo teletrasporta nel bagagliaio di un autobus prima che possa fare del male alla cameriera.
In seguito viene però raggiunto da Samuel, il quale è interessato a far sì che il passato non cambi troppo per fare in modo che il presente non si trasformi, dunque manipola Hiro affinché Sylar, prezioso per i suoi piani non muoia, né che i fatti dell'Homecoming subiscano la minima alterazione. Hiro allora parla al se stesso del passato e lo convince a partire per salvare Charlie, di modo che la storia segua il suo svolgimento.
Comunque salvata la ragazza dall'assassino rimane un problema: l'aneurisma di lei. Per impedirle di morire Hiro libera Sylar dal bagagliaio e gli propone uno scambio: il killer curerà Charlie e il giapponese gli darà delle informazioni preziose sul futuro. Il killer accetta e salva Charlie, ma a qual punto l'unica cosa che Hiro gli dice è che sarà sempre solo un uomo malvagio e morirà in solitudine. Detto ciò lo abbandona in strada, di modo che si diriga verso l'Homecoming.
Poco dopo essersi ricongiunto con la ragazza però, Hiro ha una sorpresa inaspettata da Samuel, il quale fa svanire Charlie nel tempo di modo da ricattare Hiro per far sì che rimedi al suo posto un errore commesso otto settimane prima: l'omicidio di Mohinder. Il dottore è stato ucciso dal giostraio in quanto in possesso di un film particolare (la nascita di Samuel) che gli avrebbe rivelato come incrementare i suoi poteri, ma Suresh l'aveva distrutto e per questo Samuel, in preda all'ira lo ha eliminato. Hiro sotto ricatto torna indietro nel tempo e ruba il filmato prima che Mohinder lo distrugga, ma accorgendosi poi che Samuel avrebbe comunque ucciso lo scienziato decide di nasconderlo al Riverdale Psychiatric Hospital in Florida, dove sarebbe stato al sicuro.
Svolto il lavoro si reca dunque da Samuel aspettandosi che questi mantenga la parola, ma questi temporeggia al fine di tenere Hiro all'interno della sua "famiglia" per continuare a sfruttarne i poteri. Tuttavia, Lydia divenuta sospettosa sul perché Samuel non abbia usato i poteri del giapponese per far tornare Joseph chiede il suo aiuto per essere riportata nel passato ed assistere alla morte dell'uomo, scoprendo così che fu lo stesso Samuel il colpevole. Prevedendo ciò il giostraio incolpa pubblicamente Edgar di fronte agli altri membri della famiglia, e decide di giustiziarlo pubblicamente, Hiro tuttavia riesce a salvare l'uomo portandolo lontano e promettendo di aiutarlo, ma questo dopo che avrà riavuto Charlie. Sfortunatamente Samuel lo scopre ed ordina a Damian di usare il suo potere su di lui per stravolgergli il cervello. Tuttavia Hiro riesce a scappare e torna da Ando e dalla sorella. Grazie all'amico poi, riesce a farsi capire nonostante il linguaggio assurdo che si ritrova a dover usare a causa del trattamento di Damien e, assieme all'inseparabile socio, corre al salvataggio di Mohinder Suresh.
L'impresa di salvataggio riesce e Hiro teletrasporta tutti e tre a casa di Noah Bennet. Qui sta male e perde conoscenza, ritrovandosi in una specie di sogno, nella tavola calda dove lavorava un tempo Charlie. Ad aspettarlo c'è Adam Monroe assieme a suo padre Kaito Nakamura in veste di giudice, davanti ad una corte marziale che l'accusa di aver infranto il "Codice dell'eroe", avendo volutamente alterato la linea temporale per un tornaconto personale punibile con la morte.
Nel frattempo che lui vive il suo sogno, il suo corpo viene trasportato in barella per essere ricoverato, mentre nel sogno è ancora sotto processo dichiarandosi non-colpevole e chiedendo un avvocato. In sua difesa c'è Ando. Dopo che Hiro risponde a tutte le accuse dicendo che ha sempre usato il suo potere solo per fare del bene e non per scopi personali, salvando il mondo due volte. Nel mondo reale Hiro intanto ha una crisi cardiaca e non risponde al defibrillatore. Nel sogno poi gli compare la sua vecchia spada samurai e davanti a lui Adam Monroe lo sfida a duello. Hiro combatte con tutte le sue forze, mentre i dottori cercando di salvargli la vita con il defibrillatore. Adam cerca di spingerlo oltre la porta (la morte), Hiro però riesce a sconfiggerlo uccidendolo. Dopodiché vede sua madre che gli dice di essere molto fiera di lui. Hiro le dice che è pronto a morire, ma lei gli dice che invece non è ancora il suo momento ed è venuta per guarirlo. Subito dopo Hiro si risveglia dal coma e mentre se ne va assieme all'amico, apparentemente guarito da ogni malattia e intenzionato ad andare al circo dei Sullivan per sconfiggere Samuel, trova un'invecchiata Charlie tra i pazienti. Scopre così che lei era stata teletrasportata nel 1944 e che da allora aveva vissuto una vita tranquilla in una fattoria, si era sposata ed aveva avuto quattro figli e sette nipoti. Inizialmente Hiro vuole tornare indietro a prenderla, ma Ando gli dice che se lo farà la sua famiglia sparirà per sempre. Il giapponese da così un ultimo addio al suo unico vero amore decidendo di lasciarla vivere la sua vita.
In seguito si teletrasporta con Ando a Central Park per aiutare Peter Petrelli nel suo scontro col perfido circense, qui potenziando il suo potere con quello dell'amico teletrasporta via tutte le persone speciali togliendo così i poteri a Samuel, che rimasto solo con Peter viene facilmente sconfitto.

## Heroes Reborn
Hiro viene intrappolato in un cyber spazio da un soggetto avanzato, Hachiro Otomo, che lavora per la società Renautas, che ha usato il suo potere per teletrasportare le persone da loro scelte in una Terra futuristica per ripopolarla a causa dell'imminente tempesta solare che spazzerà via l'umanità. Ma quando Hachiro comprende che quelle che lavorano alla Renautas sono persone cattive, crea un cyber personaggio, Katana Girl, che dopo un anno libera Hiro dal cyber spazio, con l'aiuto di Noah Bennet. Hiro e Noah tornano indietro nel tempo di un anno, al giorno in cui Hiro venne intrappolato nel cyber spazio, lo stesso giorno in cui a Odessa ci fu l'attentato all'Humans & Evos United, un'occasione per celebrare e stimolare la coesistenza pacifica tra le persone normali e quelle dotate di abilità soprannaturali. Hiro e Noah provano salvare Claire che era stata data morta quel giorno, scoprendo che è deceduta dando alla luce due gemelli (Nathan e Malina) tra l'altro Hiro scopre che l'esplosione che rovinò l'Humans & Evos United è stata provocata da Harris, un replicante alle dipendenze della Renautas che fece saltare in aria con dell'esplosivo le sue copie; Hiro avrebbe potuto anche fermarlo ma viaggiando diverse volte nel futuro ha visto degli scenari catastrofici che si sarebbero avverati se l'attentato non fosse andato a buon fine. I gemelli di Claire possono salvare l'umanità dalla tempesta solare che avverrà tra un anno ma la Renautas non lo permetterà, quindi Hiro torna indietro nel tempo con i piccoli e Angela Petrelli nel 1999 così quando arriverà il momento saranno già adolescenti pratici nell'uso dei loro poteri. Quello stesso giorno Noah conosce una versione più vecchia di Hiro che vive con Nathan, ormai diventato adolescente, infatti Hiro non riuscì a tornare nel suo tempo perché Nathan con i suoi poteri ha privato il teleporta dei suoi, quindi Hiro rimase intrappolato nel passato crescendo Nathan come se fosse suo figlio insieme a Anne, un'infermiera di cui si innamorerà, mentre Malina è stata cresciuta da Angela. Poi arriva Harris con l'intento di catturare Nathan, ma Hiro gli dà il tempo di scappare tenendo occupato Harris dicendo addio a Nathan e Anne, regalando a suo figlio il fumetto di 9th Wonders di Isaac Mendez che comprò quando venne a New York la prima volta, il fumetto che gli cambiò la vita, spiegandogli che tutti hanno un proprio destino e che Nathan deve adempiere al suo mentre Hiro farà altrettanto; il destino del personaggio rimane sconosciuto infatti non è dato sapere quale sia stato l'esito dello scontro con Harris.

## Vita sentimentale
Prima tra tutte c'è Charlie, tra lei e Hiro è nata subito una forte amicizia che poi è sfociata in amore, ma lei muore uccisa da Sylar. Lui prova anche a salvarla tornando indietro nel tempo salvo scoprire che sarebbe morta ugualmente a causa del suo tumore. Hiro proverà a salvarla ancora tornando a ritroso nel tempo convincendo Sylar a usare i suoi poteri per guarirla dal tumore, ma la donna di cui è innamorato le verrà strappata via da Arnold, uno dei soggetti avanzati che lavora per Sullivan, che la porta indietro nel tempo, Hiro la rivede nel presente ormai invecchiata, ma felice, perché ha vissuto il pieno la sua vita infatti si è sposata e ha avuto dei figli e dei nipoti.
Quando viaggerà indietro nel tempo in Giappone nel 1671 conoscerà Yaeko, la donna che secondo la storia era l'amata di Takezo Kensei (Adam Monroe); Hiro finirà con l'innamorarsene anche se il suo sentimento verrà ostacolato dalla sua convinzione che lei è destinata a stare con Adam, ma quando la donna vedrà Hiro usare i suoi poteri capirà il suo valore e ricambierà il suo sentimento, sarà proprio il loro amore la causa scatenante dell'odio di Adam nei confronti di Hiro, quest'ultimo però capendo che non è destinato a stare con lei dato che appartengono a due tempi diversi, ritorna al presente e le dice addio.
Alla fine si innamorerà di Anne, un'infermiera con cui crescerà Nathan, il figlio di Claire, che loro due alleveranno come un figlio, passando insieme tanti anni felici, ma quando Harris verrà a prendere Nathan, Hiro si vedrà costretto a dire addio alla compagna e al figlio per farli fuggire, Anne lo abbraccia prima di separarsi da lui per sempre.

## Poteri e abilità
Hiro possiede il potere di alterare lo spazio-tempo, questo gli permette di viaggiare nel tempo e di teletrasportarsi a grandi distanze solo visualizzando un luogo con la mente.
Inoltre Hiro è in grado di bloccare e rallentare il tempo a suo comando, semplicemente strizzando gli occhi e muovendo (a volte) la testa. Le uniche persone immuni ai suoi poteri sono Daphne Millbrook, in parte, in quanto dotata di supervelocità, e Peter Petrelli (quando era ancora in possesso della mimica empatica).
Arthur Petrelli nella terza stagione lo priverà di ogni potere, tuttavia grazie al tocco del figlio neonato di Matt Parkman, Hiro recupera gran parte dei suoi poteri, ritornando capace di bloccare il flusso temporale, senza però poter usare il teletrasporto. Nella quarta stagione Hiro dimostra di poter comunque viaggiare nel tempo, seppur gli richieda uno sforzo maggiore che lo porta quasi alla morte, nonché di teletrasportarsi durante i viaggi temporali. Alla fine della quarta stagione però, dopo esser guarito dalla sua malattia, riprende il pieno controllo di tutti i suoi originali poteri.

## Curiosità
Nella serie Heroes si incontrano spesso riferimenti ad altre opere, anche cinematografiche. Con il personaggio di Hiro ad esempio molti sono i riferimenti fatti a Star Trek: in un'occasione viene chiamato "Sulu", in altre scene si vede fare il saluto vulcaniano e l'attore che interpreta suo padre è George Takei, interprete dello stesso Sulu di Star Trek. Altro esempio di riferimenti ad altre opere sono quelli fatti alla trilogia di Ritorno al futuro. Specie durante la prima stagione infatti Hiro spesso spiega di aver paura di usare il potere per «evitare di alterare il continuum spazio-tempo» e in alcune scene ha anche occasione di esclamare «Grande Giove...»
Altri riferimenti sono a manga giapponesi: nella seconda stagione, Hiro ferma il tempo gridando "Muda muda muda", che è il grido di battaglia di Dio Brando, il malvagio della serie Le bizzarre avventure di JoJo, dotato di questo stesso potere.
Per quanto riguarda il nome di Hiro, è uno stereotipo di nome giapponese: "Nakamura" è un tipico cognome del Giappone, dove "Hiro" è invece un nome poco comune. In una puntata viene rivelato che il nome di Hiro deriva da Hiroshima. Inoltre "Hiro" è anche un nome onomatopeico con il termine inglese per dire "eroe" (hero), e la quinta puntata della prima stagione è stata intitolata proprio "Hiros", che è anche la pronuncia inglese esatta di "Heroes" (anche se è così intitolata in quanto si incontrano i due Hiro, del presente e del futuro, quindi una sorta di nome plurale).
Nel 2010 il rapper francese Soprano ha dedicato al personaggio una canzone contenuta nel suo album La Colombe, intitolandola appunto Hiro.